# Погуже (Опольське воєводство)
Погуже (пол. Pogórze, нім. Pogosch) — село в Польщі, у гміні Біла Прудницького повіту Опольського воєводства.
Населення — 736 осіб (2011).
У 1975-1998 роках село належало до Опольського воєводства.

## Демографія
Демографічна структура станом на 31 березня 2011 року:
|          | Загалом | Допрацездатний вік | Працездатний вік | Постпрацездатний вік |
| -------- | ------- | ------------------ | ---------------- | -------------------- |
| Чоловіки | 354     | 56                 | 248              | 50                   |
| Жінки    | 382     | 52                 | 230              | 100                  |
| Разом    | 736     | 108                | 478              | 150                  |